# The Soft Parade
Az 1969-ben megjelent The Soft Parade a The Doors negyedik albuma.
A korábbi albumokhoz képest kevésbé volt sikeres, amit a zenében megjelenő rézfúvósoknak és vonósoknak tulajdonítanak.

## Számlista
1. Tell All the People (Robby Krieger) – 3:21
2. Touch Me (John Densmore, Robby Krieger, Ray Manzarek, Jim Morrison) – 3:12
3. Shaman’s Blues (John Densmore, Robby Krieger, Ray Manzarek, Jim Morrison) – 4:48
4. Do It (Robby Krieger, Jim Morrison) – 3:09
5. Easy Ride (Jim Morrison) – 2:43
6. Wild Child (John Densmore, Robby Krieger, Ray Manzarek, Jim Morrison) – 2:36
7. Runnin’ Blue (Robby Krieger) – 2:27
8. Wishful Sinful (Robby Krieger) – 2:58
9. The Soft Parade (John Densmore, Robby Krieger, Ray Manzarek, Jim Morrison) – 8:36

## Külső hivatkozások
- The Soft Parade dalszövegek